# 張君勱
張 君勱（ちょう くんばい）は、中華民国の政治家・ジャーナリスト・教育者・哲学者。新儒家の一人。梁啓超の友人。君勱は字、名は嘉森。
弟は政治家・銀行家・経済学者の張公権（張嘉璈）。妹の張幼儀は一時期詩人の徐志摩と結婚していた。

## 事績

### 立憲派としての活動
10歳で上海広方言館に入学し、ここで張君勱は変法派の思想に傾倒していく。1902年（光緒28年）、秀才となり、翌年、南京高等学堂に進学した。ところが、まもなく張君勱が拒俄義勇隊の一員となっていたことが学校側に漏れ、張君勱は退学処分を受けてしまう。その後、湖南省に移り、長沙明徳学校、常徳師範学堂で教鞭をとった。
1906年（光緒32年）、張君勱は公費により日本へ留学し、早稲田大学で学ぶ。この時にドイツ語も履修した。日本では、梁啓超や張東蓀と知り合い、1907年9月、梁啓超が東京で組織した政聞社に加入している。張君勱は立憲派の有力人士として東京で宣伝活動を続け、1909年6月には東京で咨議局事務調査会を設立し、8月には雑誌『憲政新志』を創刊した。1910年（明治43年）、早稲田大学大学部政治経済科を卒業した。同年帰国し、留学生試験を受けて翰林院庶吉士となっている。

### 北京政府での活動
辛亥革命勃発後、張君勱は宝山県議会議長となる。1912年（民国元年）、上海で湯化竜・林長民とともに共和建設討論会を結成し、その後、10月に他党と合併して民主党を結成した。1913年（民国2年）1月、ドイツに留学し、ベルリン大学で国際法、政治学、経済学を学ぶ。第二革命（二次革命）では袁世凱を支持する姿勢をとったが、1915年（民国4年）12月には梁啓超らが護国戦争を発動すると、張君勱も帰国して護国軍に加わった。また、上海で『時事新報』総編輯となっている。
護国戦争後、張君勱は安徽派の段祺瑞を支持して対ドイツ宣戦の論陣を張り、段祺瑞が創設した国際政務評議会の書記長に任ぜられた。しかし、張勲復辟後に大総統となった直隷派指導者の馮国璋から招聘を受け、張君勱が総統府秘書に就任すると、安徽派から嫌悪され、結局政府から追われることになってしまった。その後、1918年（民国7年）1月に張君勱は蔣方震らと松社を結成している。

### 欧州留学と反共反蔣
同年12月、張君勱は梁啓超・丁文江らとドイツへ遊学に赴き、まず唯心論の哲学者のルドルフ・オイケンを訪問し、張君勱はその下で学んだ。続いてフランスに向かい、アンリ・ベルクソンにも師事している。これらにより、張君勱は自身の哲学的基盤を構築することになった。1922年（民国11年）1月、張君勱は帰国し、上海呉淞市政籌備処副主任となる。また、章炳麟（章太炎）が上海で開催した国事会議にも参加した。このときに張君勱は『国憲論』を執筆し、憲政の施行の必要性を訴えている。
その後、中国でマルクス主義が台頭してくると、張君勱は唯心論の立場から唯物論を批判する論稿を次々と発表した。1924年（民国13年）、上海国立自治学院（後の国立政治大学）院長に就任している。その後、中国国民党が北伐を成功させ、反共の蔣介石が国政の主導権を握ったが、張君勱は蔣介石が推進する一党独裁に反発し、激しく批判を加えた。そのため、1929年（民国18年）6月に国民党により逮捕・拘禁されてしまい、章炳麟・杜月笙の斡旋で辛うじて釈放されている。10月、ドイツに赴き、イェーナ大学で教官を務めた。

### 中国国家社会党の結成
1931年（民国20年）9月に張君勱は帰国し、燕京大学で教授を務める。翌1932年（民国21年）4月16日、張東蓀らと中国国家社会党を北平で秘密裏に結成し、5月には機関紙『再生』を創刊した。フィリップ・シャイデマンに影響を受けていた張君勱は国家社会党で「国家社会主義」を標榜し、「絶対的愛国主義」、「漸進的社会主義」、「修正された民主政治」などの主張を展開、階級観念や暴力革命を否定している。1933年（民国22年）4月、国家社会党は第1回代表大会を開催し、張君勱は中央総務委員会総秘書に選出された。張君勱は反蔣介石活動を続行して、山西省の閻錫山から支援を受け、さらに福建事変が勃発すると、福建人民政府にも参加している。
その後、張君勱は広東省に移り、中山大学哲学系教授となるが、「反動的思想」とみなした学生の反発を受け、半年で辞任に追い込まれた。1935年（民国24年）、広東の実力者陳済棠の招聘を受け、陳済棠が創設した学海書院で職についたが、翌年夏に陳済棠が反蔣蜂起に失敗、失脚したために書院は閉鎖されてしまう。

### 民盟への参加

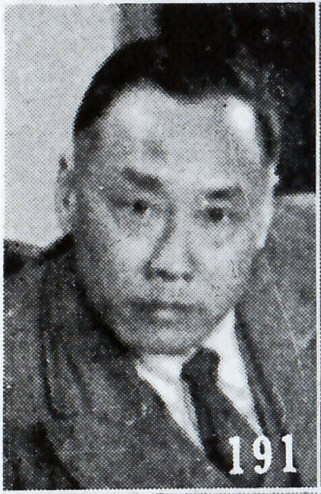
張君勱別影（『最新支那要人伝』1941年）

1937年（民国26年）、日中戦争（抗日戦争）勃発を受けて、張君勱は蔣介石が開催した廬山談話会、国防参議会に参加し、反蔣路線を転換した。翌1938年（民国27年）4月、国家社会党は正式に公開政党となっている。1939年（民国28年）9月、張君勱は国民参政会憲政期成会委員となり、憲政施行のための準備作業にとりかかった。同年11月、黄炎培らが発起した統一建国同志会に、張君勱は国家社会党を代表して加入している。翌1940年（民国29年）10月には、雲南省大理において陳布雷らと協力して民族文化学院を創設、張君勱が院長となっている。
1941年（民国30年）4月、皖南事変の勃発を受け、国共両党から距離を置く第三勢力の立場を明確にするために、統一建国同志会は中国民主政団同盟に改組され、張君勱は常務委員に任ぜられた。1944年（民国33年）9月、民主政団同盟はさらに中国民主同盟（民盟）に改組され、引き続き張君勱は常務委員を務めている。1945年（民国34年）4月、1945年（民国34年）4月、張君勱はサンフランシスコ会議に中国代表団代表の一人として派遣され、国連憲章起草にも参加した。

### 国共内戦と晩年
1946年（民国35年）1月、張君勱は民盟代表の一人として、政治協商会議（旧政協）に出席した。8月、国家社会党は民主憲政党（華僑の政党で、康有為支持派の流れを汲む）と合併し、中国民主社会党を結成している。その後、国共内戦の勃発に従い、張君勱ら民主社会党は次第に反共の姿勢を強め、11月には中国青年党とともに民盟を離脱し、制憲国民大会に出席した。翌1947年（民国36年）7月、民主社会党は上海で第1回全国代表大会を開催し、張君勱が党主席に選出された。
国共内戦末期の1949年11月に張君勱はマカオを経由してインドに赴いた。インドではデリー大学とコルカタ大学で教鞭をとる。1951年、アメリカに赴き、1955年にスタンフォード大学で中国共産党政治研究を行う。また、聯合報系の在米紙『世界日報』で論説を執筆した。その後も世界各国を歴訪し、孔孟学説や反共思想について講演等を行った。
1969年2月23日、サンフランシスコにて死去。享年83（満82歳）。